# 圣菲利贝尔
圣菲利贝尔（法語：Saint-Philibert，法語發音：[sɛ̃ filibɛʁ]）是法国莫尔比昂省的一个市镇，属于洛里昂区。

## 地理
圣菲利贝尔（47°35'12"N, 3°0'0"W）面积7.05 平方千米，位于法国布列塔尼大區莫尔比昂省，该省份为法国西北部沿海省份，位于布列塔尼半岛南部，北起阿摩尔滨海省、西接菲尼斯泰尔省，南濒大西洋，东南接大西洋卢瓦尔省，东临伊勒-维莱讷省。
与圣菲利贝尔接壤的市镇（或旧市镇、城区）包括：克拉克、洛克马里亚凯尔、滨海拉特里尼泰。

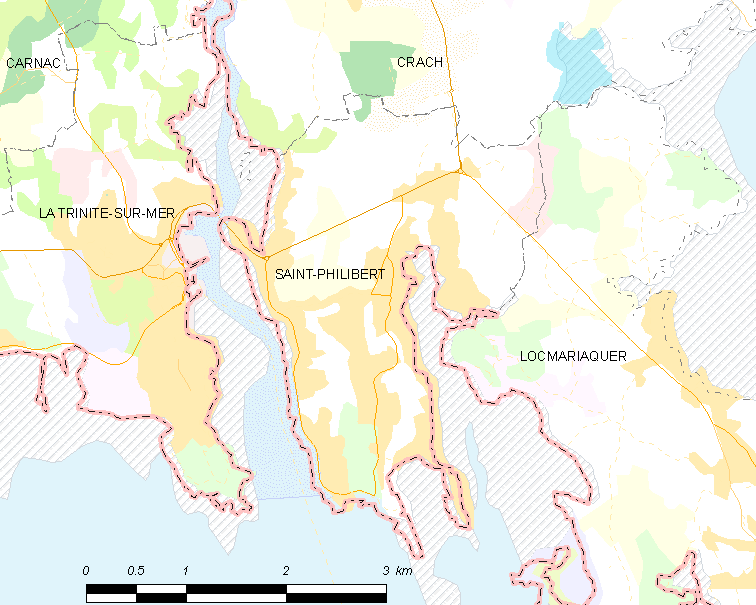
圣菲利贝尔的OSM定位图

圣菲利贝尔的时区为UTC+01:00、UTC+02:00（夏令时）。

## 行政
圣菲利贝尔的邮政编码为56470，INSEE市镇编码为56233。

## 政治
圣菲利贝尔所属的省级选区为欧赖县。

## 人口

1962-2008年间圣菲利贝尔人口变化图示

圣菲利贝尔于2022年1月1日时的人口数量为1580人。